# Ion (Euripides)

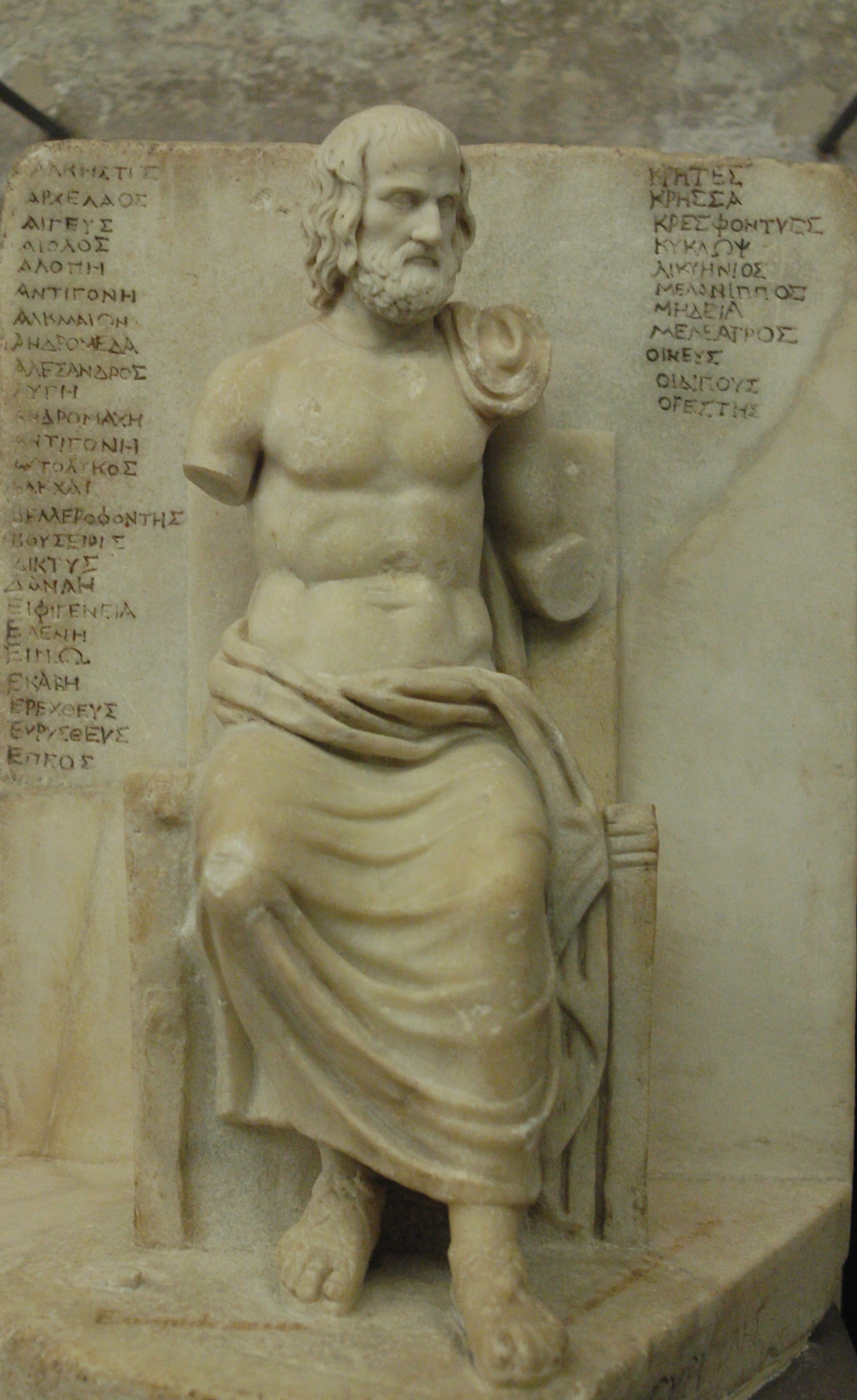
Beeld van Euripides

Ion (Oudgrieks: Ίων) is een tragedie van de Griekse tragediedichter Euripides. Het werk werd vermoedelijk uitgevoerd in 413 v.Chr.

## Inhoud

### Dramatis personae
- Hermes
- Ion, zoon van Kreousa en Apollon
- Slavinnen van Kreousa, koor
- Kreousa, dochter van Erechtheus, koning van Athene
- Xouthos, echtgenoot van Kreousa, koning van Korinthe
- Oude man, slaaf van Kreousa
- Priesteres van Apollo
- Athena

### Samenvatting
Ion is de zoon van de Atheense koningsdochter Kreousa en de god Apollo, die haar heeft verkracht. Na de bevalling brengt Kreousa haar zoontje naar een grot in de helling van de Akropolis, maar vindt hem daarna niet meer terug. Op verzoek van Apollo heeft Hermes het kind weggevoerd naar de tempel van Apollo in Delphi. In deze tempel groeit Ion op en wordt tempeldienaar, zonder van zijn afkomst af te weten. Ondertussen trouwt Kreousa met Xouthos, een man van niet-Atheense afkomst die heerser wordt over Athene. Ze blijven echter kinderloos en gaan naar Delphi om het orakel om raad te vragen. Het orakel vertelt Xouthos dat hij de tempel niet kinderloos zal verlaten. De eerste die hij tegenkomt bij het verlaten van de tempel is zijn zoon Ion, die daar immers tempeldienaar was, en hij verwelkomt hem als zijn zoon. Ion denkt zijn vader gevonden te hebben en accepteert zijn nieuwe bestemming. Kreousa ziet haar rol als stiefmoeder echter niet zitten en probeert Ion met gif te vermoorden. Deze poging mislukt, waarna Ion zich op Kreousa wil wreken. De priesteres van Apollo komt op tijd tussenbeide en toont de wieg waarin Ion als baby was achtergelaten, zodat Kreousa haar zoon herkent en hereniging tussen moeder en zoon volgt. 
N.B. De 'herkenning van een verloren gewaande' doet reeds denken aan de latere Nieuwe Komedie.

## Nederlandse vertalingen
- 1819 – Samuel Iperusz. Wiselius – Ion
- 1961 – J. van IJzeren – Ion: Blij-eindend treurspel
- 1991 – Ben Hijmans – Ion
- 2002 – Gerard Koolschijn – Ion
- 2002 – Willy Courteaux en Bart Claes – Ion